# Cauda (Epigraphik)
Bei der Cauda (von lat. cauda: der Schwanz, Schweif des Tieres) handelt es sich in der Epigraphik bei Inschriften des Mittelalters um einen Abstrich, der bei den Buchstaben G, Q und R rechts unten angesetzt ist. Die Cauda kann verschieden ausgeführt sein: gerade, gewellt oder gerollt.